# NGC 585
NGC 585 (również PGC 5688 lub UGC 1092) – galaktyka spiralna (Sa), znajdująca się w gwiazdozbiorze Wieloryba. Odkrył ją John Herschel 20 grudnia 1827 roku.